# آلفابتا
آلفابتا (به انگلیسی: Alphabeta) گروه اسرائیلی است.
آن‌ها در سال ۱۹۷۸ به همراه ایزهر کوهن و به نمایندگی از اسرائیل در مسابقه یوروویژن شرکت کردند و برنده شدند.